# Kfz-Kennzeichen (Dänemark)

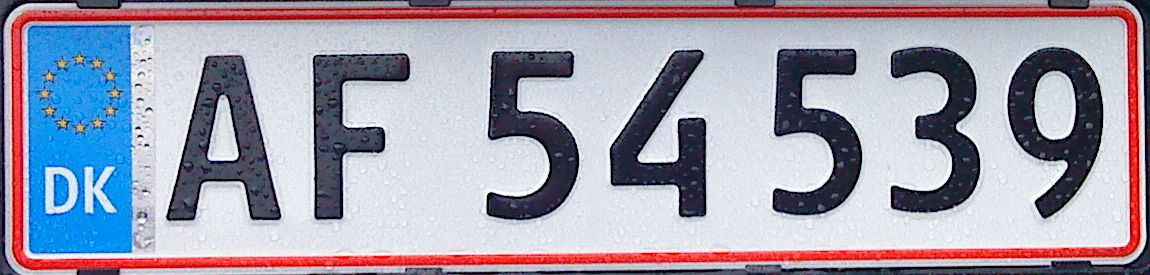
Aktuelles Kfz-Kennzeichen mit EU-Symbol

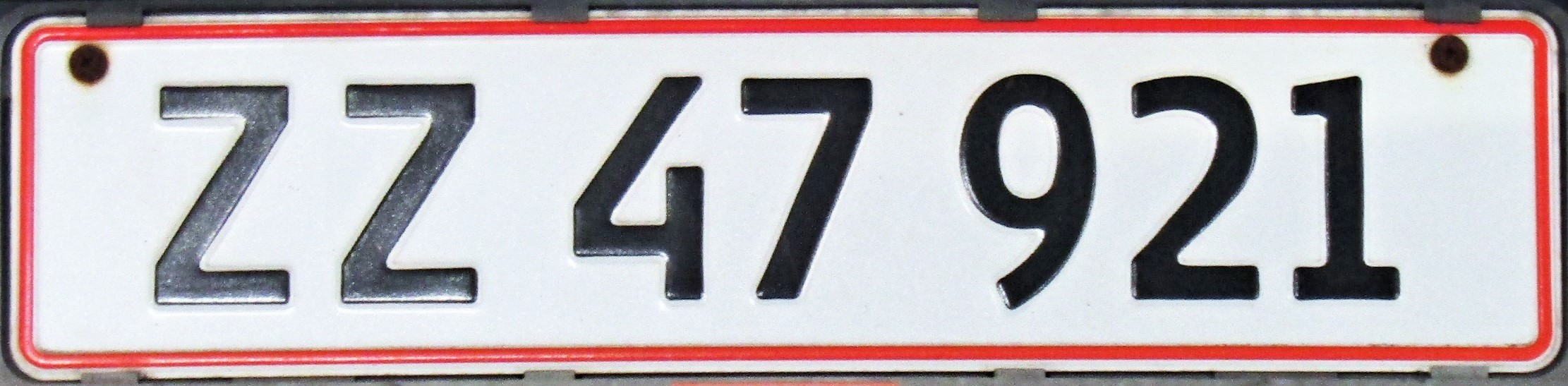
Aktuelles Kfz-Kennzeichen ohne EU-Symbol

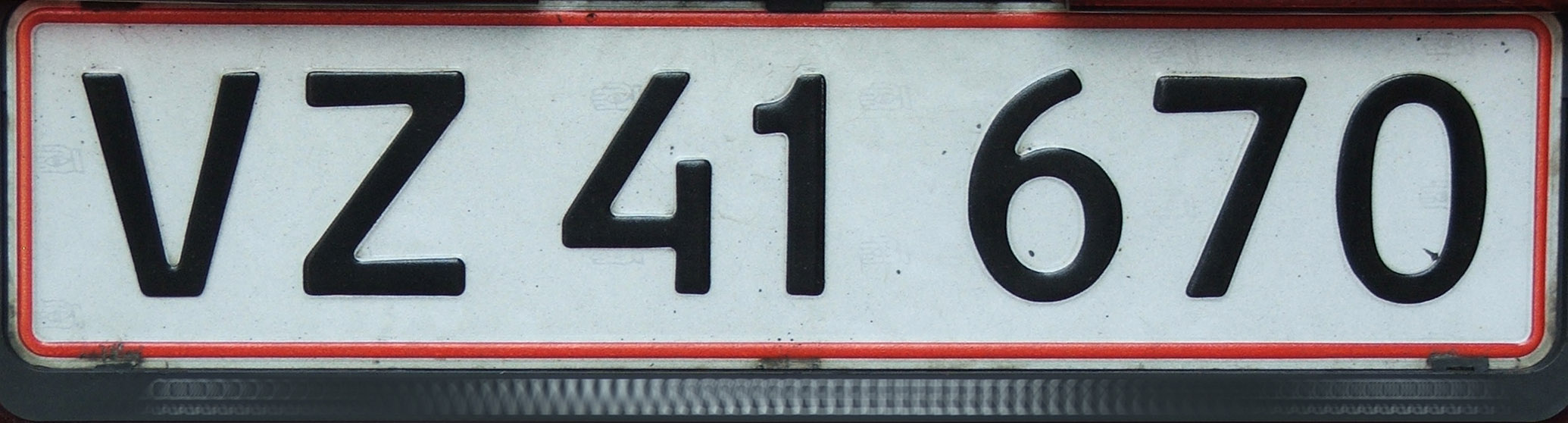
Design der Schilder von 1976 bis 2008

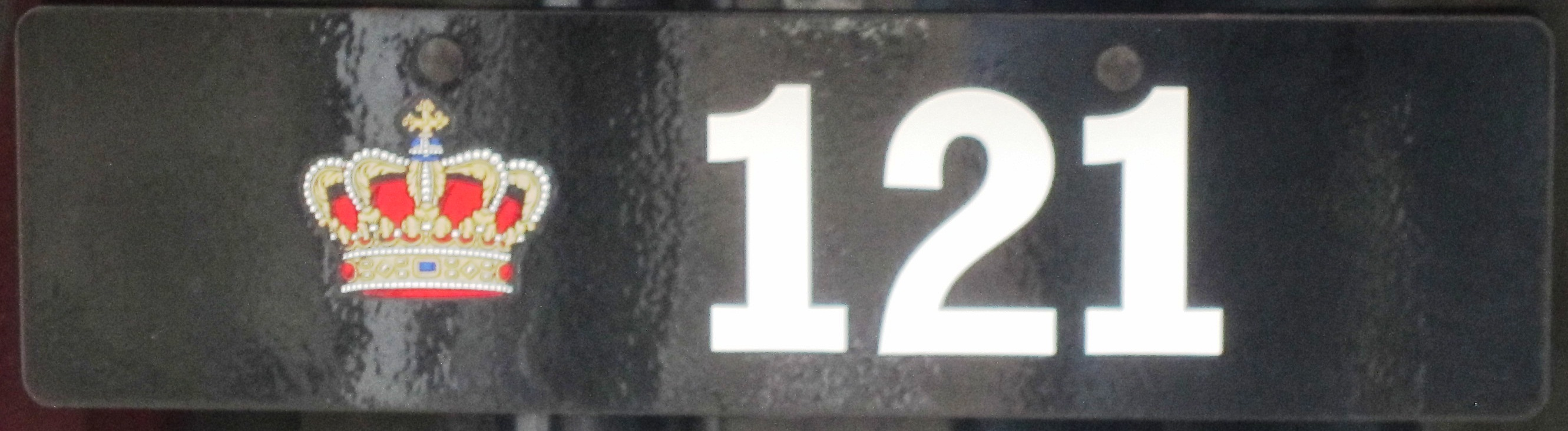
Kennzeichen des Königshauses

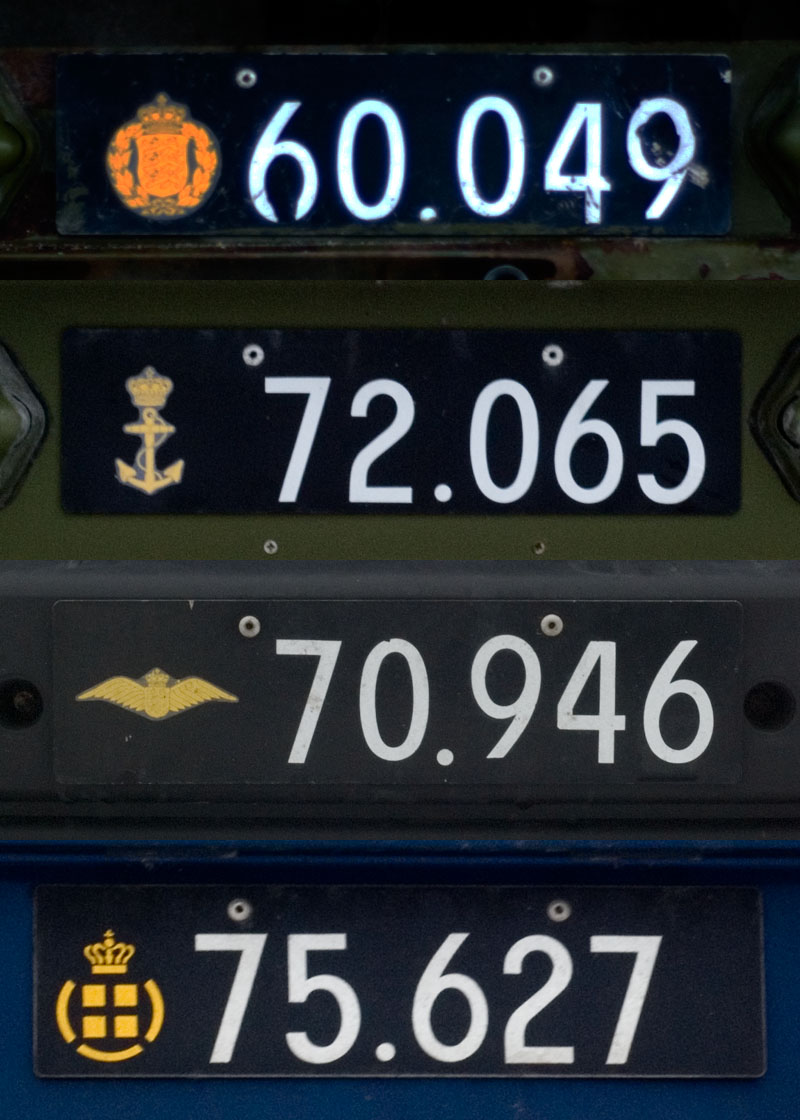
Kennzeichen der Streitkräfte

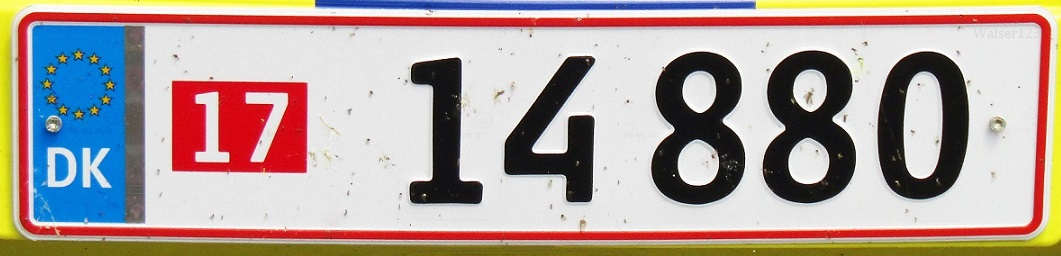
Export-Kennzeichen

Kennzeichen eines gewerblich genutzten Anhängers
(ein Zugfahrzeug hätte fünf Ziffern)

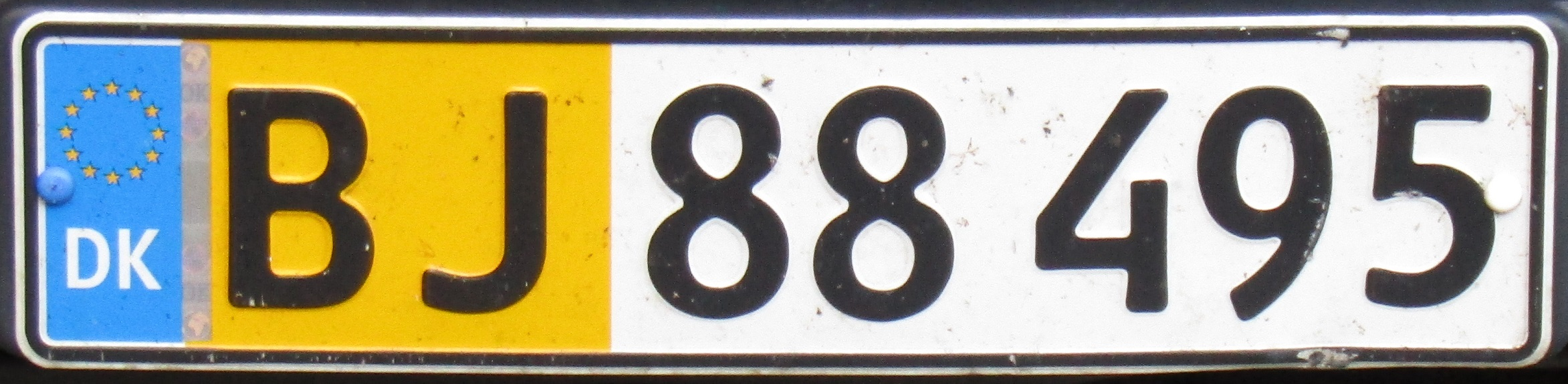
„Papageien-Kennzeichen“ für privat genutzte kommerzielle Fahrzeuge

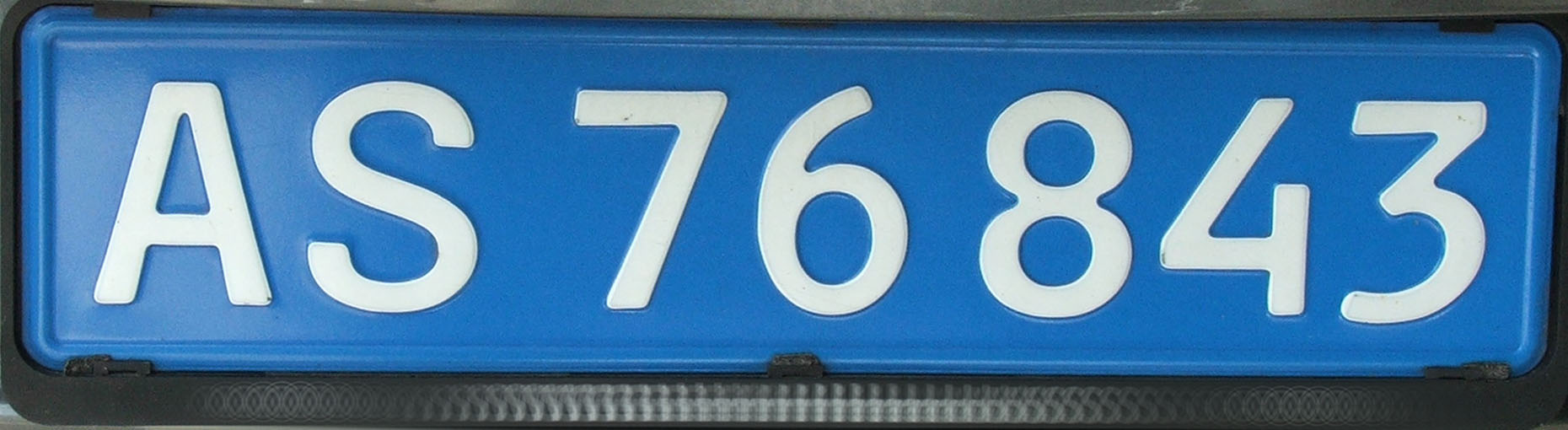
Diplomatenkennzeichen

In Dänemark existiert seit 1968, wie auch in Schweden und Finnland, kein regionales Kennzeichensystem mehr. Das Kennzeichen beginnt mit zwei Buchstaben gefolgt von einer fünfstelligen Zahlenkombination.
Seit 1976 zeigen die Schilder in der Regel schwarze Schrift auf weißem oder gelbem Untergrund sowie einen roten Rahmen. 2008 wurde eine neue, engere Schriftart eingeführt. Am 12. Oktober 2009 hat Dänemark als vorletztes Land der EU  das Euro-Kennzeichen eingeführt.
Das EU-Symbol ist allerdings nicht vorgeschrieben, der Fahrzeughalter hat die Wahl, ob er ein Kennzeichen mit oder ohne EU-Symbol haben möchte. An das EU-Feld schließt sich rechts ein Sicherheitsstreifen an.

## Zahlenkombination
An der Zahlenkombination kann man die Art des Fahrzeuges erkennen.
Wunschkennzeichen aus beliebigen Buchstaben- und Zahlenkombinationen sind möglich.  
- Das Königshaus benutzt spezielle Kennzeichen, auf denen eine Krone abgebildet ist.
- Die Dänischen Streitkräfte benutzen besondere Kennzeichen in schwarzer Farbe mit weißer Aufschrift. Zu Beginn des Schildes erscheint ein Wappen, woran zu erkennen ist, ob es sich um ein Fahrzeug von Heer, Marine oder Luftwaffe handelt. Neuere Schilder zeigen ein einheitliches Symbol für alle Streitkräfte.
- Fahrzeuge der Feuerwehr haben eigene Kennzeichen (meist mit dem Wappen der Wache).
- Fahrzeuge des dänischen Katastrophenschutzes (DEMA) haben eigene Kennzeichen in blauer Farbe mit gelben Ziffern Kennzeichen der DEMA

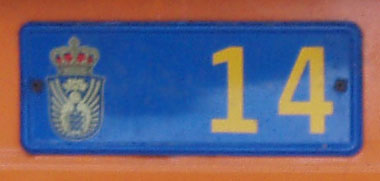
Kennzeichen der DEMA

- Exportkennzeichen besitzen auf der linken Hälfte des Schildes ein rotes Feld mit dem Jahr der Gültigkeit und eine fünfstellige Zahl.

Die beiden Buchstaben zu Beginn des Kennzeichens wurden in aufsteigender Reihenfolge vergeben, beginnend bei AA und endend bei ZZ. Einzelkombinationen wie KZ werden nicht ausgegeben. GR ist für die Kennzeichen aus Grönland reserviert. Mittlerweile werden auch Kombinationen mit vorher nicht zugeteilten Buchstaben (F, G und W) ausgegeben.
Um nicht ein neues System einführen zu müssen, wurde beschlossen, früher genutzte Kennzeichen neu zu vergeben.

## Kennzeichenfarben
Es gibt verschiedene Kennzeichenfarben:
- Weißer Hintergrund, schwarze Schrift und roter Rand: Privatfahrzeuge
- Gelber Hintergrund, schwarze Schrift und Rand: Fahrzeuge für den kommerziellen Gebrauch
- Gelber Hintergrund links, weißer Hintergrund rechts, schwarze Schrift und Rand: Kommerzielle Fahrzeuge mit privater Nutzungsmöglichkeit (seit 1. März 2008)
- Blauer Hintergrund, weißer Text: Diplomatisches Korps
- Schwarzer Hintergrund, weiße Schrift (Design von vor 1976): Oldtimer
- Roter Hintergrund, weiße Schrift: Flughafenfahrzeuge

Kennzeichen für Lkw und als Lkw zugelassene Fahrzeuge sind gelb und werden im Format XX 12345 vergeben. Es ist möglich, einen Pkw als Lkw zuzulassen, wenn nur vordere Sitzplätze vorhanden sind. Dann muss am Fahrzeug (meist an der Seite) das maximale Höchstgewicht und die maximale Zuladung angegeben werden sowie eine Absperrung hinter dem Fahrersitz montiert sein. Dadurch fällt eine geringere Registrierungsgebühr (aber eine höhere Kfz-Steuer) an. 
Eine Ausnahme bilden Leichenwagen. Diese sind zwar theoretisch Nutzfahrzeuge, werden jedoch aus Pietätsgründen als Personenwagen betrachtet, sind aber von der Einregistrierungsgebühr befreit und führen weiße Kennzeichen.

## Sonstiges
Es ist in Dänemark wohnenden Personen nicht erlaubt, außerhalb Dänemarks registrierte Fahrzeuge in Dänemark zu fahren, sofern der Halter sich nicht im Fahrzeug befindet.
Von dieser Regelung gibt es spätestens seit dem Jahr 2009 Ausnahmen, wenn z. B. die in Dänemark wohnende Person im Ausland angestellt ist oder selbständig arbeitet und den überwiegenden Teil der Fahrleistung im Ausland zurücklegt. Hierzu bedarf es jedoch einer behördlichen Zulassung, die bei „Skat“, der Steuerbehörde, beantragt werden muss.